# Língua kolchan
A língua kolchan (também conhecida como kuskokwim superior ou goltsan) é uma língua atabascana pertencente à família lingüística na-dene. O kolchan é falado nas vilas do Alto Rio Kuskokwim de Nicolai, Telida, e McGrath, Alasca. Cerca de 40 de um total de 160 pessoas residentes na região do Alto Kuskokwim ainda falam essa língua. Uma ortografia prática para a língua foi estabelecida por Raymond Collins, que em 1964 deu início à pesquisa lingüística em Nikolai.